# 25512 Anncomins
25512 Anncomins è un asteroide della fascia principale. Scoperto nel 1999, presenta un'orbita caratterizzata da un semiasse maggiore pari a 2,3322629 UA e da un'eccentricità di 0,1388417, inclinata di 4,93521° rispetto all'eclittica.